# Myopini
Myopini là một tông ruồi trong họ Conopidae.

## Chi
- Myopa Camras, 1953
- Thecophora Róndani, 1845

Danh sách này không đầy đủ, bạn cũng có thể giúp mở rộng danh sách.